# Frans-Duitse Oorlog

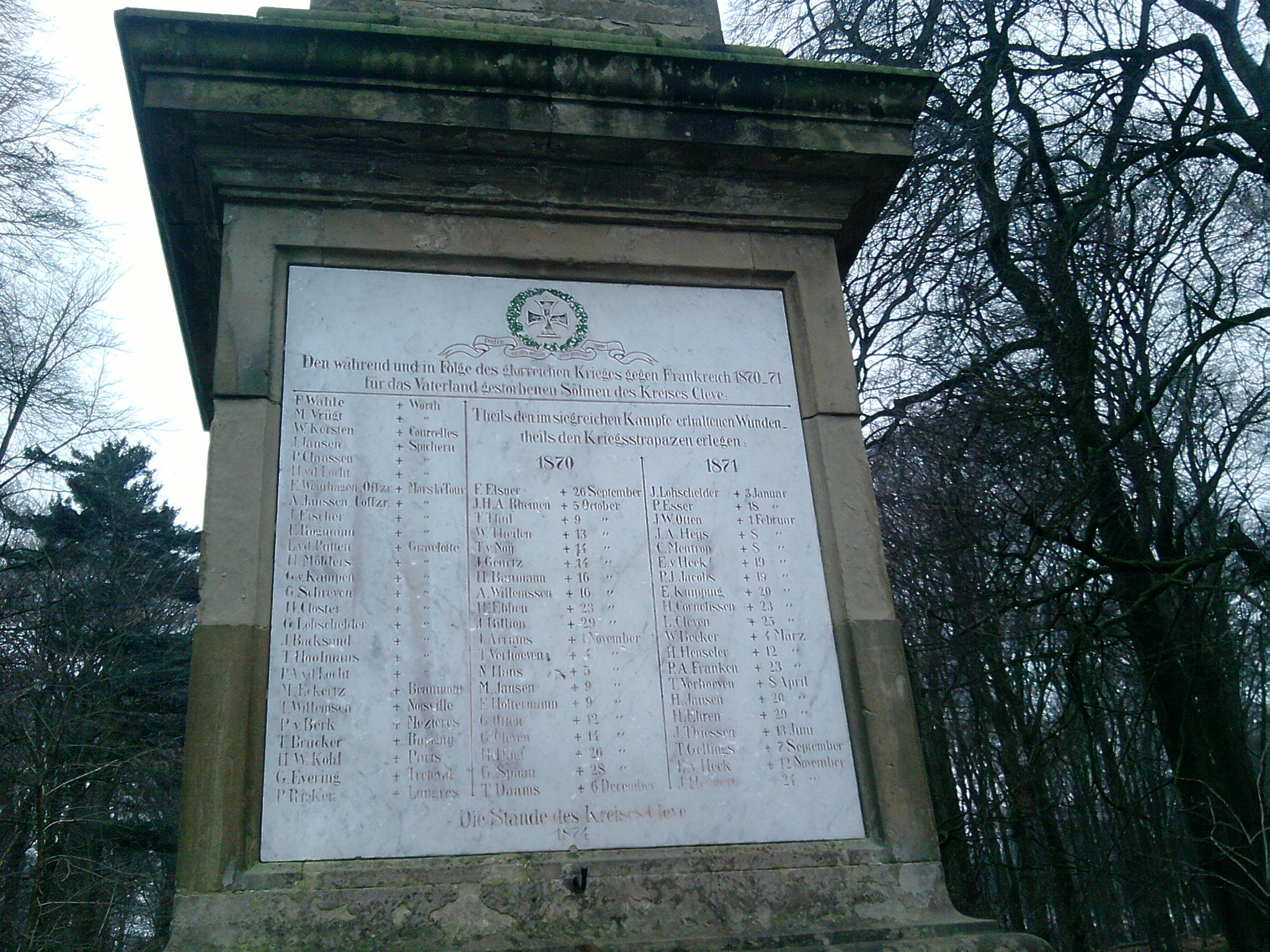
Monument in Kleef met de namen van Kleefse gesneuvelde soldaten tijdens de Frans-Pruisische oorlog

De Frans-Duitse of Frans-Pruisische Oorlog was een gewapend conflict tussen Frankrijk en een door Pruisen aangevoerde coalitie van de Noord-Duitse Bond en een aantal Zuid-Duitse koninkrijken dat duurde van 19 juli 1870 tot 10 mei 1871. Het eindresultaat was een overwinning voor Pruisen en zijn bondgenoten. Dit leidde tot de val van het Tweede Franse Keizerrijk, de afzetting van de Franse keizer Napoleon III en de oprichting van het Duitse Keizerrijk.

## Achtergrond
Frankrijk was beducht geraakt voor de snel groeiende Pruisisch-Duitse macht. Tot 1870 was Frankrijk de overheersende natie op het vasteland in Europa geweest, maar het zag zijn dominante positie nu bedreigd door de Noord-Duitse Bond onder leiding van kanselier Otto von Bismarck.
De oorlogsverklaring van Frankrijk aan Pruisen paste in het plan van Bismarcks Realpolitik: zijn plannen voor het verenigen van de Duitse staten tot één Duits Rijk. Dit werd door Frankrijk en Oostenrijk echter geblokkeerd; deze staten wensten op het Europese continent geen vierde grootmacht naast Rusland, Frankrijk en Oostenrijk. Deze wens zou uiteindelijk niet in vervulling gaan: door de afloop van de Pruisisch-Oostenrijkse Oorlog was in 1866 Oostenrijk reeds uitgeschakeld en in 1870 zou ook Frankrijk volgen.
De Luxemburgse kwestie van 1866, waarbij Nederland het Groothertogdom Luxemburg aan Frankrijk wilde verkopen en Pruisen naar aanleiding hiervan met oorlog dreigde, liep met een sisser af. Dit bracht de spanningen tussen Frankrijk en Pruisen duidelijk aan het licht, die in 1870 tot ontlading zouden komen.

## Aanleiding
De directe aanleiding van de oorlog was het Franse verzet tegen de bestijging van de troon van koninkrijk Spanje door een Duitse prins, Leopold van Hohenzollern. Als deze prins het koningschap van Spanje zou verkrijgen, zou Frankrijk geografisch ingesloten raken tussen twee staten waar Pruisische Hohenzollern het koningschap bekleedden, zowel in het zuiden als in het noordoosten. Frankrijk eiste daarom dat de Pruisische koning Wilhelm I zijn steun voor de Pruisische prins introk. Wilhelm I ging akkoord. 
Korte tijd later stuurde Napoleon III de Franse ambassadeur in Pruisen, graaf Benedetti, naar Wilhelm I om te eisen dat de Pruisische prins zich niet alleen nu, maar ook in de toekomst nooit meer kandidaat zou stellen voor de Spaanse troon. Wilhelm I vond dat hij de Fransen al genoeg tegemoet was gekomen en weigerde ditmaal. Hij verbleef op dat moment in Bad Ems en stuurde de tekst van zijn weigering om voor het gezag van Napoleon te buigen op 13 juli 1870 in een telegram op naar zijn kanselier Otto von Bismarck. Dit telegram staat bekend als de Emser Depesche. 
Bismarck zag direct de mogelijkheid om met dit telegram een oorlog met Frankrijk uit te lokken en alle Duitse staten achter Pruisen te verenigen. Hij verspreidde vervolgens een verkorte versie aan de internationale pers en de rest ging vanzelf. De door bewuste verkorting ontstane stugge toon provoceerde de publieke opinie en het parlement van Frankrijk. Vijf dagen later, op 19 juli 1870, verklaarde het beledigde Frankrijk aan Pruisen de oorlog.

## Verloop van de oorlog

### Uitgangssituatie
De oorlog verliep desastreus voor Frankrijk. Door de valse verwachting dat de Zuid-Duitse staten het Pruisische oorlogsavontuur niet zouden willen meemaken, paaide Frankrijk hen met zijn economische en politieke steun. De Zuid-Duitse staten sloten zich onder druk van hun publieke opinies echter juist aan bij Pruisen; Pruisen was immers een Duitse "broederstaat" en de Fransen hadden zich met hun eerdere beleid in Europa en de Napoleontische Oorlogen niet populair gemaakt. De Fransen hoopten verder Denemarken en Oostenrijk te porren zich aan de Franse zijde aan te sluiten voor een revanche voor hun eerdere nederlagen tegen Pruisen. Oostenrijk wilde echter alleen meedoen als de Zuid-Duitse staten zich ook aan Franse zijde zouden scharen, wat ze niet deden. Zonder Oostenrijk en deze staten wilde ook Denemarken niet meedoen. Frankrijk kwam hierdoor alleen te staan tegenover Pruisen en de Noord-Duitse Bond, Baden, Württemberg, Beieren en Hessen. 
In tegenstelling tot Oostenrijk in 1866 had Frankrijk weliswaar geen achterstand in moderne bewapening en ook de krachtsverhoudingen wat betreft aantallen manschappen en wapens waren ongeveer gelijk. De Fransen bezaten evenwel betere (Chassepot) geweren dan de Duitse en bovendien mitrailleuses, primitieve machinegeweren met roterende lopen die 120 zware kogels per minuut konden afvuren. Hiermee zouden ze tijdens de oorlog grote aantallen Duitse slachtoffers maken. De Duitsers bezaten echter betere (Krupp) artillerie dan de Fransen. Hierdoor kwam het regelmatig voor dat de Franse infanterie de Duitsers grote verliezen kon toebrengen, maar uiteindelijk door de betere Duitse artillerie werd neergemaaid.
De organisatie van het Franse leger liet verder veel te wensen over. Pruisen en diens Duitse bondgenoten hadden binnen achttien dagen na de oorlogsverklaring 380.000 soldaten aan de Franse grens geconcentreerd, waaronder op grote schaal opgeroepen reservisten, terwijl de Fransen in het grensgebied hooguit over half zoveel manschappen beschikten. De Duitsers hadden zich bovendien beter voorbereid, waardoor ze sneller grote legers bij de grens konden concentreren. De Franse legerleiding meende dat reservisten in mobiele oorlogvoering van geringe waarde zouden zijn en hadden daarom geen reservisten gemobiliseerd, maar de successen van de Duitse strijdmacht toonden het tegendeel aan. Het Franse leger werd namelijk geplaagd door nepotisme waardoor het animo voor een militaire carrière niet groot was en ook kon de dienstplicht worden afgekocht. Hierdoor was er een gebrek aan talent, plus dat de Franse officieren veel minder dan de Duitse geneigd waren zelfstandig te opereren. Ook was er veel drankmisbruik in het Franse leger, wat de slagkracht ondermijnde. Daarbij kampte keizer Napoleon III met een slechte gezondheid, wat door de autoriteiten zorgvuldig verborgen werd gehouden. Toen deze met zijn legers ten strijde trok, zagen de troepen met eigen ogen hoe slecht hun keizer eraan toe was. Dit had een negatief effect op het moreel.

### Beginfase
De Fransen zetten in op een offensief voor de Duitsers zich volledig zouden kunnen ontplooien. Het plan was het Rijnland binnen te trekken en de Zuid-Duitse staten over te halen zich tegen Pruisen te keren. De inschatting bleek volledig verkeerd: Pruisen mobiliseerde veel sneller dan de Fransen en de Zuid-Duitse staten kozen de kant van Pruisen. Generaal Frossards IIe Corps en maarschalk Bazaine's IIIe Corps staken op 2 augustus de Duitse grens over en bezetten Saarbrücken. De Fransen behaalden ondanks Duits verzet een overwinning waarbij bovendien de betere kwaliteit van de Franse geweren zich direct liet gelden. De Fransen bejubelden dit als de eerste stap naar de bezetting van het Rijnland en een mars naar Berlijn, maar de bezetting van Saarbrücken was een valse victorie. De stad had slechte verbindingen met het achterland en de rivieren liepen parallel aan de grens, waardoor de stad weinig strategische waarde had. Bovendien was het al snel duidelijk dat de Duitsers een tweevoudige overmacht in het veld konden brengen en na twee dagen (toen de Duitsers de Fransen bij Wissembourg versloegen) werd Saarbrücken alweer door de Fransen verlaten. Op 4 augustus maakte het Duitse leger contact met de Fransen in de slag bij Wissembourg, gevolgd door de slag bij Spicheren een dag later en de slag bij Wœrth nog een dag later. In alle drie deze slagen werden de Fransen verslagen.
De Duitse legers ageerden heel offensief en namen daarbij zware verliezen voor lief. Daarbij opereerden ze ook door middel van omtrekkende manoeuvres waardoor de Franse legers werden ingesloten. De Franse legers werden door de overmacht verpletterd. Na de slag bij Wœrth-Frœschwiller (6 augustus) trok de Franse opperbevelhebber, maarschalk Bazaine, met een groot deel van het Franse leger terug uit Oost-Frankrijk en gaf dit derhalve feitelijk op. Bij Mars-la-Tour kwam het echter op 16 augustus tot een treffen met vooruitgeschoven Duitse troepen die hem de pas afsneden. Feitelijk wilden de Duitsers met deze kleine troepenmacht de Franse achterhoede bestoken, maar omdat de Franse terugtocht door slechte organisatie traag verliep, stuitte deze onverwachts op de hoofdmacht. Door zeer offensief te opereren en dankzij versterkingen wisten de Duitsers met aanvankelijk een minderheid de Fransen tegen te houden; hoewel de slag onbeslist eindigde braken de Fransen hun tocht naar het westen af en trokken ze naar het noorden. Bij Gravelotte kwam het op 18 augustus nogmaals tot een treffen, waardoor Bazaine zich gedwongen zag tot terugtrekking in de vesting van Metz. Hier werd hij door de Duitse legers belegerd. Ook Straatsburg – de belangrijkste stad in de Elzas – werd door de Duitsers belegerd. 

### Slag bij Sedan en de val van het Franse keizerrijk
De Franse keizerin Eugénie vreesde voor het voortbestaan van de dynastie. Alleen een overwinning van Napoleon III zelf zou die kunnen redden. Keizer Napoleon III voerde daarop een nieuw leger van 120.000 man aan, dat onder leiding van maarschalk Mac Mahon oprukte om de vesting van Metz te ontzetten. Door de lange geforceerde marsen via een omweg om de Duitsers te omzeilen putte het leger uit en stelde de flanken bloot aan aanvallen. Dit leger werd bovendien opgewacht en in de tang genomen door een Pruisisch-Duitse strijdmacht van 200.000 man en op 2 september 1870 verslagen in de Slag bij Sedan, waarbij de Franse keizer zich persoonlijk overgaf aan Bismarck, evenals maarschalk Mac Mahon en de resterende 100.000 soldaten. Dit leidde tot de ondergang van het Tweede Franse Keizerrijk en de instelling van de Derde Franse Republiek. De in Metz ingesloten maarschalk Bazaine, een verstokt bonapartist, trachtte vanuit zijn hopeloze belegerde positie met de Duitsers te onderhandelen teneinde het met hen op een akkoordje te gooien en met hun steun de republiek omver te werpen. Hoewel dit plan niet serieus werd genomen, werd het door de Duitse pers breed uitgemeten en derhalve als propagandavoordeel uitgemolken.

### Eindfase
Bazaine had nu geen hoop meer op ontzetting en capituleerde op 26 oktober. De vesting van Straatsburg had iets eerder ook al gecapituleerd. Frankrijk had nu bijna geen geregelde troepen meer over en de Pruisische troepen marcheerden zonder moeite door tot Parijs, dat op 19 september omsingeld werd. Andere Duitse legers stootten vanuit Noord-Frankrijk door tot de rivier de Loire in het midden van Frankrijk en tot aan Le Mans in West-Frankrijk. Deze veldtochten waren overigens niet bedoeld om heel Frankrijk te bezetten of te vernederen, maar om de legers die de nieuwe Franse regering in alle hoeken van het land rekruteerde snel te verslaan voor ze een bedreiging konden worden. De overgave van Metz was hierin cruciaal, omdat grote aantallen door de belegering gebonden Duitse troepen nu vrijkwamen voor deze veldtochten. De Duitsers hadden nu namelijk in tegenstelling tot het begin van de oorlog geen numerieke superioriteit meer, en moesten hun troepen over een steeds groter gebied uitsmeren. De Fransen behaalden hier op 9 november 1870 hun enige grote overwinning van de oorlog in de slag bij Coulmiers, waarbij ze een Beiers leger dwongen Orléans op te geven. Het nieuws leidde tot grote opwinding in het belegerde Parijs en gaf een prikkel de strijd voort te zetten in de hoop dat het tij gekeerd was. De Fransen konden hun voordeel echter niet uitbuiten en generaal D´Aurelle rukte niet verder op omdat zijn troepen rust nodig zouden hebben. Op 3 en 4 december 1870 zouden de Duitsers terugkomen en de Fransen in de (tweede) slag bij Orléans op hun beurt verslaan, waardoor de overwinning uiteindelijk weinig effect had.
Op 19 september was het Beleg van Parijs begonnen, waar al spoedig honger begon te heersen. De Duitse legers gingen in januari 1871 bovendien over tot zware bombardementen om Parijs en Frankrijk tot overgave te dwingen, uit angst dat de internationale diplomatieke situatie in hun nadeel zou veranderen. Aan het begin was op algemene opinie in het voordeel van Duitsland geweest, maar nu werden de Duitsers meer en meer als agressor gezien. Ook was er de angst dat besmettelijke ziekten in de legers zouden uitbreken. Tijdens het beleg riep Bismarck op 18 januari 1871 in de Spiegelzaal van het paleis van Versailles het Duitse Keizerrijk uit. De Zuid-Duitse en Noord-Duitse vorsten verenigden zich onder de nieuwe keizer Wilhelm I. De Franse regering had zich inmiddels teruggetrokken naar Tours en zou zich later tijdelijk in Bordeaux vestigen.
De oorlog was voorspoedig begonnen voor de Duitsers, maar de nieuwe Franse republiek bleef zich verdedigen en organiseren. Onder leiding van kopstukken als Léon Gambetta slaagde zij er na verloop van tijd in telkens weer legers te mobiliseren. Dit dwong de Duitsers telkens hun legers diep Frankrijk in te sturen, iets waar ze niet op hadden gerekend. Daarnaast kregen de Duitsers te maken met franc-tireurs: het burgerverzet. Hierdoor duurde de oorlog toch nog een volle winter. De Duitsers, die dit als een vorm van valsspelen beschouwden, traden zeer hard tegen burgers op.

## De zeeoorlog

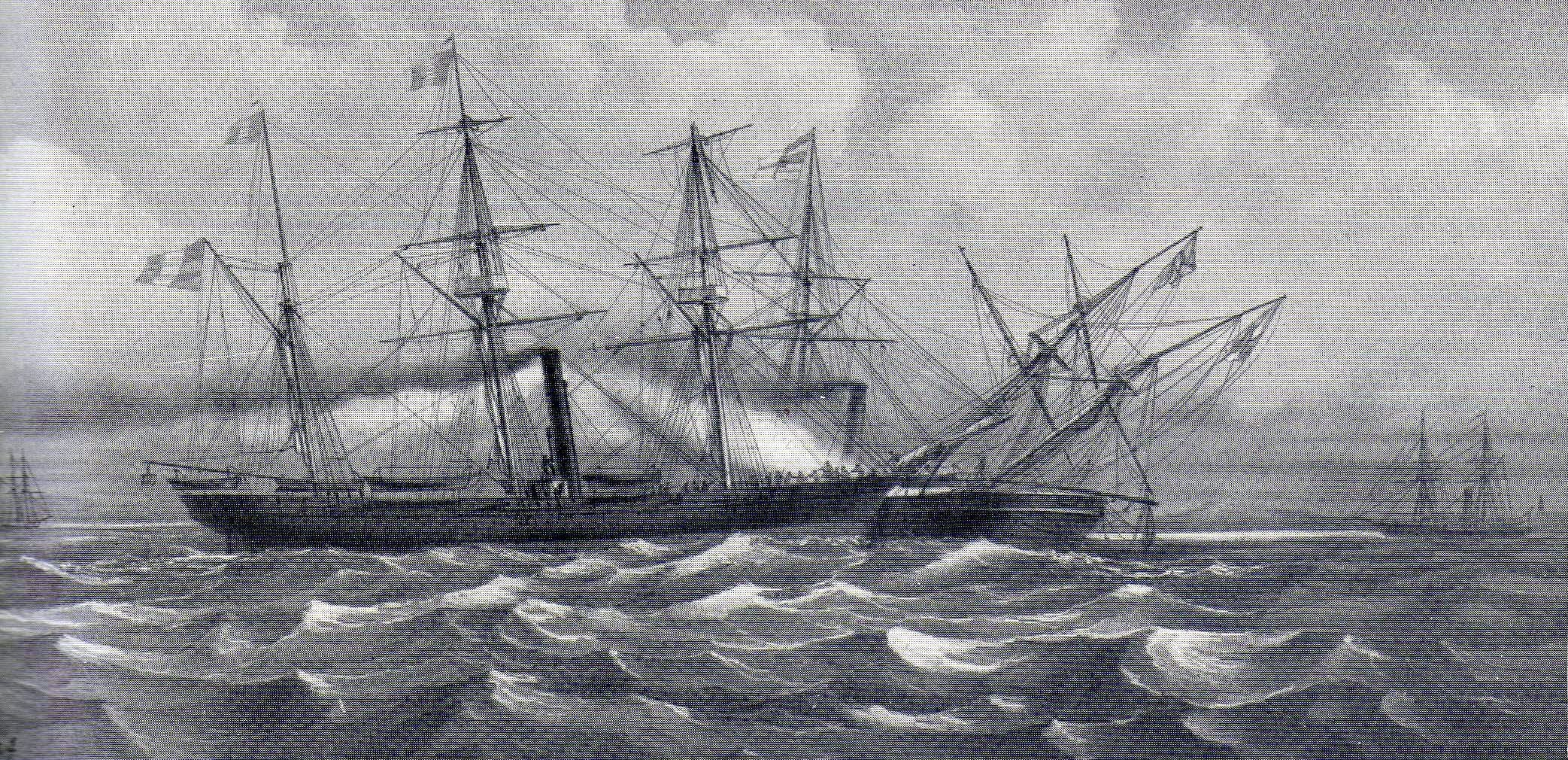
De Bouvet en de SMS Meteor (1865) in gevecht bij Havana

De Franse en Duitse marine speelden een ondergeschikte rol in het conflict. De Franse marine was op dat moment veel groter dan de marine van de Duitse Bond: de tijd dat Duitsland ter zee Engeland naar de kroon zou proberen te steken moest nog komen. De Fransen wilden de Noord-Duitse havens blokkeren, waar de Duitsers weinig tot niets tegen konden doen. De blokkade was echter niet erg effectief omdat veel dienstplichtige Franse matrozen ook beroepszeeman waren en elders op zee waren. Hierdoor kon de Franse vloot maar ten dele gemobiliseerd worden wegens gebrek aan voldoende matrozen. Bovendien heerste er een tekort aan kolen en was er een onrealistische discussie of de marine ook de Baltische Duitse havens moest blokkeren of alleen de Noordzeehavens. Het kwam uiteindelijk tot een niet erg effectieve blokkade van de oorlogshaven Wilhelmshaven bij Bremen.
De Fransen hadden voor aanvang van de oorlog ook een alternatief plan: een invasie in Noord-Duitsland om de druk op de Elzas en Lotharingen, waar het Duitse leger geacht werd binnen te komen, te verlichten, eventueel gecombineerd met een Deense of Deens-Oostenrijkse aanval. De Fransen hoopten dan wel dat Denemarken en Oostenrijk, wrokkig over hun eigen verliezen tegen de Pruisen, de Franse zijde zouden kiezen, wat de Pruisen zou afleiden van de kustverdediging. De Noord-Duitse kust was echter zwaar versterkt en bovendien vormde de waddenkust moeilijk terrein voor een invasie. Denemarken en Oostenrijk bleven echter neutraal omdat Oostenrijk zonder de Zuid-Duitse staten niet meer tegen Pruisen ten strijde wilde trekken en Denemarken dit in dat geval ook niet wilde. De voor de afwending van een mogelijke invasie in Noord-Duitsland bestemde Pruisische troepen konden dus ook aan het front in Frankrijk worden ingezet.
Tegen de herfst verslechterde het weer en konden de Fransen weinig anders dan hun schepen naar hun havens terug te laten keren waar zij werkeloos bleven gedurende de oorlog. De zeeoorlog bleef beperkt tot onbetekenende schermutselingen in exotische oorden als Havana en Nagasaki, wanneer daar toevallig Franse en Duitse schepen elkaar ontmoetten.

## Vredesverdrag

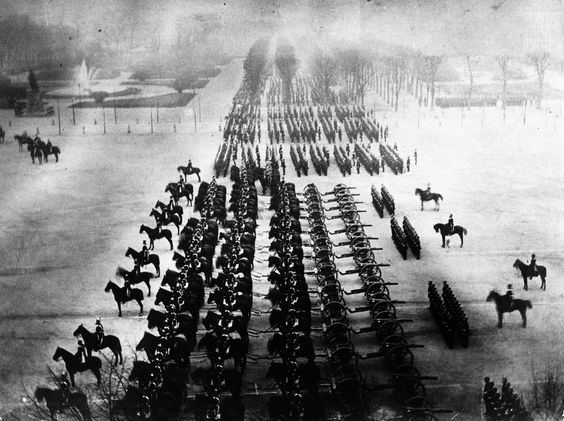
Triomftocht van de Pruisische troepen in Parijs, maart 1871

Op 26 februari 1871 sloot de voorlopige republikeinse regering van Frankrijk een wapenstilstand met het nieuwe Duitse Rijk en werd er een begin gemaakt met vredesonderhandelingen. Het Duitse leger bedong dat het op 1 maart een zegetocht over de Champs Élysées kon maken.
De Parijse bevolking vond dat de nieuwe regering veel te toegeeflijk was ten opzichte van de Duitsers. Ook had zij sociale en economische grieven tegen het nieuwe bewind, dat in haar ogen te veel de belangen diende van de grande bourgeoisie en de arbeidersklasse daarvoor de prijs liet betalen. Dit had tot gevolg dat de stad eind maart in handen viel van het revolutionaire bewind van de Commune. Deze communistische opstand verontrustte Bismarck zeer maar hij besloot niet tussenbeide te komen en stond de Fransen toe zelf orde op zaken te gaan stellen. Wel werd hij milder in de onderhandelingen met de nieuwe republikeinse regering van Frankrijk, die inmiddels van Bordeaux naar Versailles was verhuisd.
Op 10 mei 1871 tekende Frankrijk de Vrede van Frankfurt en werd de oorlog beëindigd. Nu kon op 21 mei het nieuwe Franse regime van Versailles de aanval inzetten op de Commune van Parijs. De oude stad was inmiddels gebarricadeerd maar stap voor stap werd het verzet met groot geweld en massa-executies neergeslagen en na een week van harde gevechten (Semaine sanglante, Bloedige week) waren tegen de 20.000 revolutionairen om het leven gekomen.
Nu moest de definitieve vrede getekend worden tussen Frankrijk en het nieuwe Duitsland. Aanvankelijk was Bismarck tegen harde vredesvoorwaarden, zoals territoriale eisen, aan de verslagen Fransen geweest want hij had zijn doel, de vereniging van Duitsland onder leiding van Pruisen, immers bereikt, en achteraf gezien had hij gelijk. Maar uiteindelijk, onder de grote druk van de Generale Staf en de keizer die de opvattingen van de Duitse publieke opinie vertolkten, ging hij toch een hardere koers varen. Men wilde de Fransen straffen voor hun "valsspelerij" nadat de Duitsers "de rechtmatige overwinning" hadden behaald. Bovendien had Bismarck, naar men vond ten onrechte, geen gebiedsafstand van Oostenrijk geëist in 1866. De Duitse publieke opinie was ervan overtuigd dat het Duitstalige Elzas-Lotharingen eigenlijk bij het nieuwe Duitse Rijk hoorde. Deze provincies van het 'oude' Duitse Rijk waren in de 17de en 18de eeuw door Frankrijk geannexeerd. Het noordoosten van Lotharingen was bovendien een rijk mijnbouwgebied en had economisch grote waarde. Frankrijk werd daarom gedwongen deze gebieden onder de naam Elzas-Lotharingen 'terug te geven' aan Duitsland. Dit werd als een diepe vernedering opgevat in Frankrijk en heeft decennialang het revanchisme tegen Duitsland gevoed. Het verklaart waarom Frankrijk onmiddellijk, en zelfs (aanvankelijk) enthousiast, deelnam aan de oorlog, toen Duitsland de oorlog aan Frankrijk verklaarde en daarop België binnenviel in 1914 (Eerste Wereldoorlog), bijna vijfenveertig jaar later.
In ruil voor de Duitse triomfmars over de Champs Élysées, mocht Frankrijk wel de tot de Elzas behorende, maar Franstalige stad Belfort en het omliggende gebied behouden. Echter niet de Franstalige stad Metz die als militaire vesting grote waarde had.
Frankrijk moest ook aan Duitsland een oorlogsschatting betalen van 5 miljard goudfrank, ruim het dubbele van de jaarlijkse staatsbegroting. Zolang die schatting niet betaald was, zouden Duitse troepen het grootste deel van Noord-Frankrijk bezet houden, waarbij de bezettingskosten gedragen zouden worden door het bezette gebied. Het was een groot succes voor de nieuwe premier Adolphe Thiers dat de republikeinse regering in korte tijd erin slaagde voldoende geld bij de Franse bourgeoisie te lenen, zodat de schatting binnen drie jaar kon worden afbetaald. Tegen eind 1871 hadden de Duitse troepen het grootste deel van Noord-Frankrijk ontruimd. Pas in de loop van 1872 en 1873 werden de bezette gebieden in het noordoosten ontruimd, met als laatste Verdun (juli 1873) en Belfort (augustus 1873).

## Gevolgen voor de Europese geschiedenis
Historici zijn het er tegenwoordig over eens dat deze oorlog Bismarck, die al langere tijd een verenigd Duitsland onder Pruisische leiding wilde verwezenlijken, danig in de kaart speelde. Bismarck kon nu een beroep doen op de legers van de andere Duitse staten om zich onder Pruisische leiding te scharen. Saksische, Beierse en Württembergse legerkorpsen werden door hun staatshoofden onder de wapenen geroepen en trokken mee op naar Frankrijk. Dat zou bij een overwinning betekenen dat de ad hoc ontstane militaire eenheid in een permanente staatkundige eenheid kon worden omgezet. Het multinationale Oostenrijk bleef daarbuiten hoewel de Duitstalige Oostenrijkers enthousiast de oorlog volgden en Oostenrijkse vrijwilligers er ook aan deelnamen. Het resultaat was een Franse nederlaag en de oprichting van het Duitse Keizerrijk. 
Deze nieuwe verenigde Duitse staat, onder de leiding van Pruisen, had van Duitsland een dominante staat gemaakt binnen Europa. Met deze oorlog werd de basis gelegd voor decennia van spanningen tussen Duitsland en Frankrijk. Pruisen en diens bondgenoten hadden weliswaar deze keer gewonnen, waarbij het Duitse Rijk was gesticht en ook de vrede was getekend tussen Frankrijk en het nieuwe Duitsland, maar de beide landen bleven aartsvijanden. Want Frankrijk wilde vroeg of laat deze vernedering wreken, een kans die Frankrijk uiteindelijk veertig jaar later kreeg bij het uitbreken van de Eerste Wereldoorlog. Door de Duitsers in 1919 zeer vernederende voorwaarden voor vrede in het Verdrag van Versailles te laten ondertekenen en Duitsland zeer grote oorlogsschattingen op te leggen, werd echter de basis voor een nog grotere onvrede gelegd, nu aan Duitse zijde. Deze onvrede zou nog weer twintig jaar later mede aanleiding vormen tot het uitbreken van de Tweede Wereldoorlog. De Nazi's wilden de Duitse nederlaag in de Eerste Wereldoorlog wreken. Duitsland en Frankrijk zouden na de Tweede Wereldoorlog uiteindelijk pas halfweg de 20e eeuw, bijna honderd jaar na de Frans-Duitse oorlog, bondgenoten en handelspartners worden.

## Pokkenepidemie

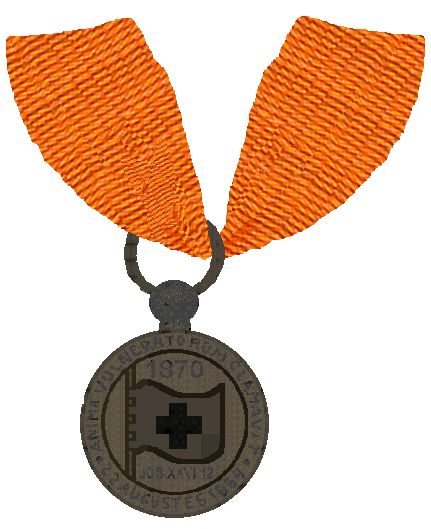
De Herinneringsmedaille 1870-1871

De Frans-Pruisische Oorlog veroorzaakte een pokkenepidemie die aan 500.000 mensen het leven kostte. Door het transporteren van Franse krijgsgevangenen en het meenemen van uniformen van dode soldaten kon de ziekte zich in Duitsland en onder Franse krijgsgevangenen verspreiden. Bij repatriëring van de krijgsgevangenen namen ze de ziekte mee naar Frankrijk. In Nederland overleden ten gevolge van de epidemie bijna 23.000 mensen.

## België en de Frans-Duitse Oorlog
Hoewel België niet deelnam aan de oorlog, werd het Belgische leger wel gemobiliseerd in 1870. Er heerste namelijk een grote angst dat Duitsland of Frankrijk het neutrale België onder de voet zou lopen. De mobilisering verliep chaotisch en gebrekkig, maar hieruit werden belangrijke lessen getrokken. Zo werd na afloop van de oorlog het leger gemoderniseerd, de dienstplicht hervormd en werden fortengordels aan de Belgische grenzen versterkt.

## Nederland en de Frans-Duitse Oorlog
Nederland was evenmin direct bij de oorlog betrokken, maar mobiliseerde, net als België, wel het leger en zette de Nieuwe Hollandse Waterlinie gedeeltelijk onder water. Dat ging zo moeizaam en chaotisch dat de minister van Oorlog, generaal Van Mulken, moest aftreden. Fransgezinde of liberaal georiënteerde Nederlanders zagen in de vierde Pruisische overwinning op een rij een bedreiging voor de onafhankelijkheid van Nederland. Maar er waren ook veel Nederlanders die de vernedering van vroegere aartsvijand Frankrijk toejuichten. Deze verdeeldheid liep zelfs door het koningshuis: koningin Sophie was jaren voor de Frans-Duitse oorlog al anti-Pruisisch gezind. Maar andere Oranjes, prins Frederik voorop, waren daarentegen pro-Duits.

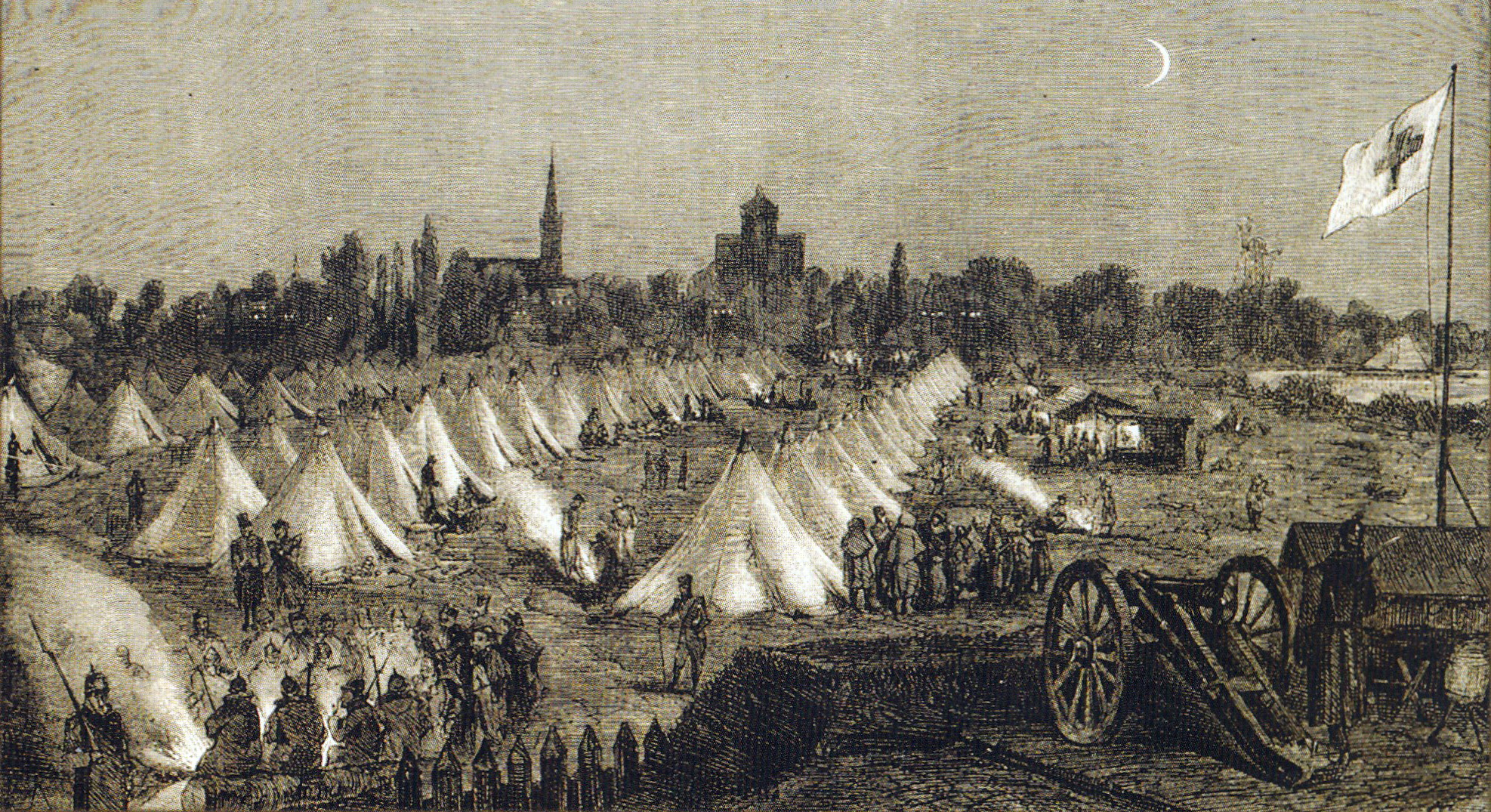
Franse krijgsgevangenen in een tentenkamp bij Wesel. Nederlandse artsen werkten in een vlakbij gelegen kamp (V. Stoltenberg Lerche, 1870)

Na het uitbreken van de oorlog stuurde het Nederlandsche Roode Kruis al in augustus de eerste veldhospitalen naar België, Luxemburg en Frankrijk. De Nederlandse afdeling van het in 1863 in Genève opgerichte Internationale Roode Kruis bestond sinds 1867 met als voorzitter koning Willem III. Incidenteel zond men ook individuele artsen en officieren van gezondheid naar kampen met Franse of Duitse krijgsgevangenen, waar de militaire medische staf het werk niet aankon. De Nederlandse vrijwilligers moesten daartoe verlof aanvragen bij de Militaire Geneeskundige Dienst en het Ministerie van Oorlog. Een van die artsen was de later bekend geworden chirurg Lambert van Kleef, die met enkele studiegenoten werd uitgezonden naar Wesel, waar op dat moment dertigduizend Franse krijgsgevangenen verbleven.

## Naslagwerk
- (en)  Wawro, Geoffrey The Franco-Prussian War, The German Conquest of France in 1870-1871, Cambridge University Press, 2003, ISBN 0-521-58436-1